# Plaça d'Ildefons Cerdà (Barcelona)
Plaça d'Ildefons Cerdà is een plein in Barcelona in de buurt La Bordeta in het district Sants-Montjuïc, erg dicht bij de grens met de gemeente L'Hospitalet de Llobregat. Het is vernoemd naar de gerenommeerde stedenbouwkundige Ildefons Cerdà. De nieuwe rechtbanken van Barcelona en L'Hospitalet de Llobregat, die de collectieve naam Ciutat de la Justícia dragen, werden rond dit plein gebouwd.
Het kruist Gran Via de les Corts Catalanes (welke vanaf hier de weg naar luchthaven Barcelona-El Prat wordt) en de Rambla de Badal, die hier van naam verandert en Passeig de la Zona Franca wordt.

## Openbaar vervoer
De FGC-stoptrein en metro van Barcelona lijn 8 station Ildefons Cerdà werden geopend in 1987.